# Linux的採用
Linux的採用指的是家庭、組織、公司或政府採用根基於Linux核心的作業系統的現象。一些著名的Linux作業系統包含Android（主要用於行動裝置）、Ubuntu、Red Hat Enterprise Linux（主要用於個人電腦、伺服器等）。
許多因素導致愈來愈多個人電腦用戶和伺服器系統的操作者使用Linux系統，包含了較低的作業系統費用、較高的安全性以及對開放原始碼原則的支持。某些國家的政府機構在過去幾年通過了一些政策，要令政府的電腦從私有的系統轉移到Linux系統上。
在2010年8月，Forrester Research的Jeffrey Hammond稱：「Linux已經跨過了主流採用的宏溝。」在2009年第三季對公司進行的一個統計中，48%的公司使用了開放原始碼的作業系統。

## 採用Linux的硬體平台

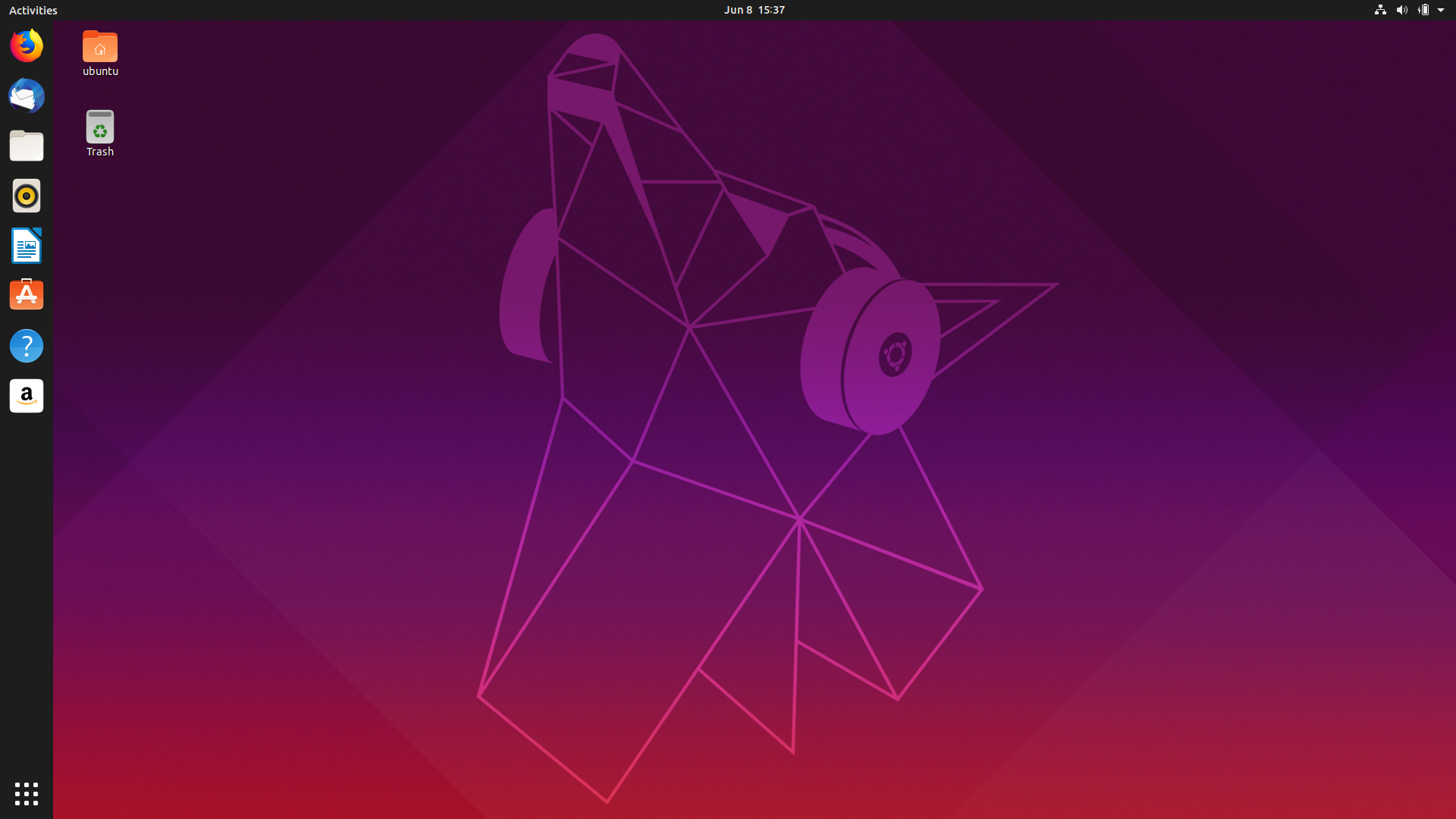
Ubuntu 19.04版的截圖，Ubuntu是一個主要用於個人電腦、筆記型電腦或伺服器系統的Linux作業系統

Linux被用於桌上型電腦、伺服器、超級電腦、行動裝置以及其他很多硬體設備上。

### 桌上型電腦和筆記型電腦
有許多Linux作業系統可用於桌上型電腦和筆記型電腦上，一些較知名的作業系統是Ubuntu、Linux Mint、Fedora和openSUSE。然而，相較於微軟的Microsoft Windows，或者是蘋果公司的OS X，Linux作業系統在個人電腦或筆記型電腦的市占率並不是很高。根據2013年10月的一份統計，個人電腦和筆記型電腦的作業系統市占率分佈為：所有Windows系統佔有90.66%，OS X佔7.73%，所有Linux系統佔1.61%。

#### 採用Linux的理由
Linux擁有更好的系統穩定性、更好的惡意軟體防護、很低的價格或免費、可以簡單的更新全部軟體、免費的軟體授權、較大的可自訂性、可以存取程式的原始碼等等。某些Linux發行版對硬體的要求較低，因此較舊的硬體系統也可以使用Linux系統。不過市面上預先安裝好Linux作業系統的電腦甚少，因此使用者通常必須先去該Linux發行版的網站下載映像檔，並製作成開機光碟或開機隨身碟，自行在電腦上安裝Linux。

#### 採用Linux的障礙
Linux的創始人林納斯·托瓦茲2012年6月在阿爾託大學和學生們互動時稱，雖然Linux最先是以桌面系統起家的，但那是它唯一沒有繁盛發展的市場。他認為使Linux無法在此市場建立影響力的關鍵原因是普通的電腦使用者並不想安裝一套作業系統，因此令生產廠商販售預先安裝好Linux的電腦會是讓Linux打入桌面市場的失落環節。他補充說道，Chromebook透過安裝了基於Linux的Chrome OS，可以提供一個關鍵的轉變，就像Android令Linux進入行動裝置的市場一樣。
在2012年9月，GNOME的開發者Michael Meeks指出Linux桌面版的採用者較少是因為廠商甚少販售安裝了Linux作業系統的電腦。Meeks亦稱使用者在有更多程式可用以前不會使用桌面版的Linux，開發者在有更多使用者以前也不會開發更多程式而這形成一個死結。

### 小筆電
在2008年高德納諮詢公司預測，由於小筆電主要用於與作業系統沒有直接關聯的上網以及使用網頁應用程式，搭載Linux的行動裝置，例如小筆電，有可能打破微軟的Windows作業系統壟斷。在2008年以前，小筆電市場的確以Linux裝置為主，然而在2009年Windows XP開始被搭載在小筆電上以後情況就改變了。許多消費者退回Linux小筆電，因為他們期待一個類似於Windows的環境，儘管小筆電主要用於上網和線上應用程式。

### 行動裝置

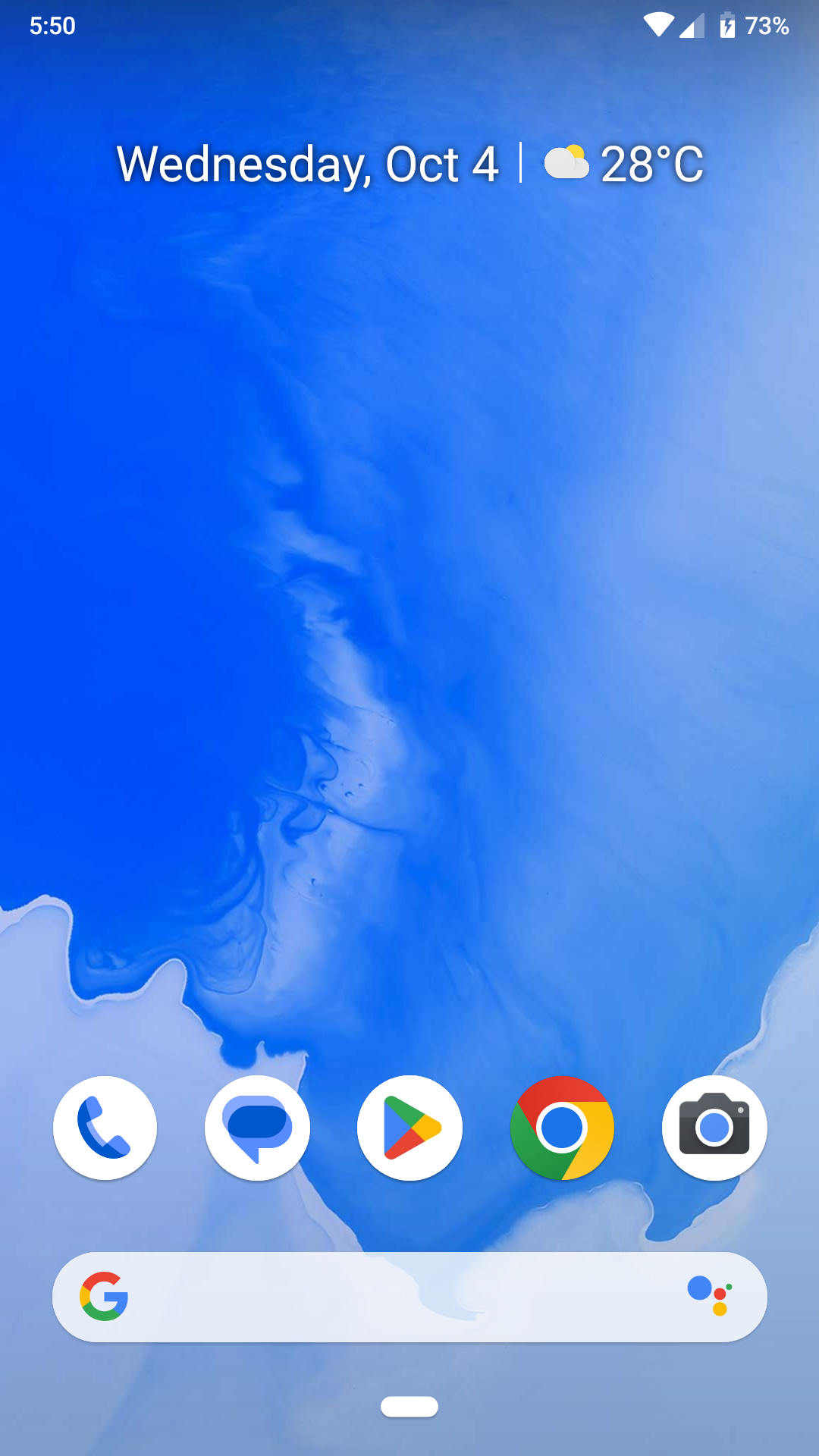
Android是根基於Linux的作業系統，在智能手機上相當熱門。

Linux在行動裝置上最知名的應用莫過於Android作業系統。Android發展自Linux，並且開放原始碼，目前是全世界市佔率最高的行動平台，全世界在2013年的第三季售出的智慧型手機，有79.3%搭載了Android。Android亦廣泛使用於平板電腦、智慧型手錶等裝置上。
Tizen OS是另一個基於Linux的行動裝置作業系統。

### 伺服器
Linux在網路伺服器市場上變得受歡迎的主要原因是LAMP軟體包。在2008年9月，微軟公司的CEO史蒂芬·巴爾默指稱有60%的伺服器使用Linux，而40%為Windows Server。

### 超級電腦
在2013年，世界前500強的超級電腦總共有96.4%採用Linux的作業系統。

## Linux的採用者
以下列出一些Linux採用的實例。

### 政府機構

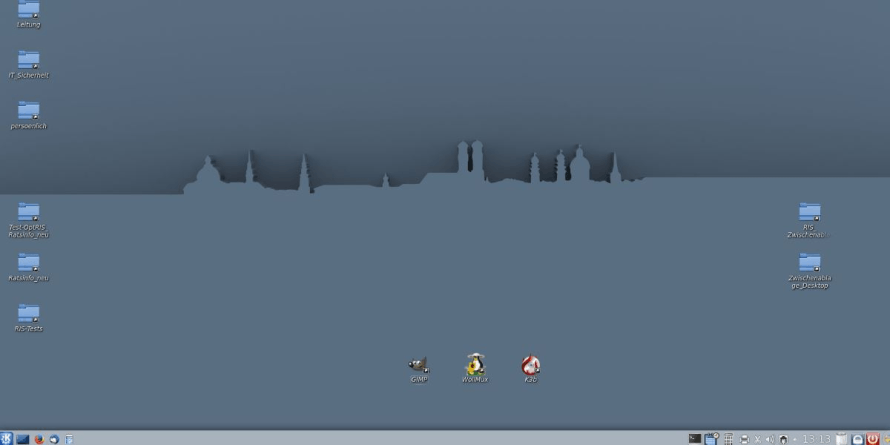
LiMux是德國慕尼黑市政府使用的Linux作業系統。

一些地方政府在受到世界貿易組織和國際智慧財產權聯盟的壓力下，決定採用Linux和其他免費軟體來當作一個負擔得起而且合法的替代方案，而不使用盜版軟體，或來自微軟、蘋果電腦等商業公司的私有電腦產品。
當已開發國家的公司在為政府合約競標時，Linux提供了這些國家一個有力的選項（採用Linux作業系統通常成本較低），同時也替諸如印度、巴基斯坦等有許多電腦科學人才，但無法負擔較高花費的國家提供了發展的另一條路。除價格外，許多北美和歐盟的政府機構（在公眾或軍事領域）因為Linux較佳的穩定性和開放原始碼等原因採用了Linux。
- 在2001年7月，[22]美國白宮開始把他們的網頁伺服器轉移到一個基於Red Hat Linux的作業系統上，並且使用Apache HTTP伺服器。[23]這項轉移在2009年2月完成。[24][25]在2009年10月，白宮伺服器開始採用Drupal內容管理系統。[26][27]
- 美國國防部亦採用Linux，美國陸軍是Red Hat Linux最大的安裝基地。[28]而美國海軍的核子潛艇使用Linux作業系統。[29]
- 法國的國家憲兵隊考量到升級為Windows Vista所需的額外訓練開銷，以及先前採用OpenOffice.org的成功，在2007年開始把九萬台桌上型電腦由Windows XP轉移到Ubuntu作業系統上，這項轉移應該會在2015年完成。這讓憲兵隊在2004年至2008年間省下了5千萬歐元的軟體授權費用。[30][31][32]
- 德國慕尼黑市政府在2003年決定要把它的一萬四千台桌上型電腦轉移到基於Debian Linux的LiMux作業系統上。[33] 然而，雖然在5年後（2008年11月）有超過80%的工作站使用OpenOffice，100%使用Firefox/Thunderbird，[34] 只有20%的電腦轉移到Linux上（2010年6月）。[35][36]這項計劃後來被重新組織，在2011年達到其目標，有超過九千台個人電腦使用Linux作業系統。[37]慕尼黑市報告，在2012底，轉移到Linux的行動非常成功並且替該市節省了超過一千一百萬歐元的費用。[38]

### 教育機構
Linux經常在大學的科技相關學科以及研究中心使用。這有幾個原因，例如Linux作業系統通常是免費的，而且附帶許多免費/開放原始碼軟體。穩定性、維護的難異度和升級性也是可能的原因。
- 印度喀拉拉邦的政府官員宣佈，在電腦教育方面，他們將只使用Linux平台和免費軟體。2650所國立高中和國家補助的高中將受此影響[39]
- 在巴西，有超過五萬所學校的523,400個電腦工作站使用Linux，這些學校共有三千五百萬名學生。[40]

### 個人或家庭
- 在2007年，Google推出了基於Linux核心的Android作業系統，主要用於智慧型手機和平板電腦。在2013年後半，Android在全世界的智慧型手機市場上達到80%的佔有率，[41]在平板電腦上則有60%的佔有率。[42]
- 在2011年，Google的Chromebook筆記型電腦問世，它的作業系統Chrome OS乃是基於Linux核心。在2013年，桌上型的Chromebox推出。在2013年Chromebooks在美國三百元以下的筆記型電腦市場中，有20~25%的佔有率。[43]
- 在2013年維爾福公司發佈了Linux版的Steam和Source引擎，[44]使該公司著名的電腦遊戲如絕地要塞2和戰慄時空2可以在Linux上執行。同年，維爾福宣佈正在開發遊戲主機Steam Machine，[45]它的作業系統SteamOS將基於Linux核心。[46]

### 商業或非營利機構
Linux長久以來在商業機構的伺服器上相當常見。有些公司也在桌上型電腦上採用Linux給員工使用，這些商業性的解決方案包含Red Hat Enterprise Linux、SUSE Linux Enterprise Desktop和Ubuntu。
- 維基百科的伺服器在2008年後半開始使用Ubuntu當作作業系統，而在這之前的作業系統是Red Hat和Fedora，這些都是Linux的發行版。[47]
- IBM對Linux做了很多開發，在公司內部也將之作為伺服器和桌上型電腦的作業系統。[48]該公司亦推出了一則電視廣告：「IBM 100%支持Linux」（IBM supports Linux 100%）。[49]

## 另見
- 作業系統使用份額